# 第13屆威尼斯影展
第13屆威尼斯电影节於1952年8月20日至9月12日舉辦。

## 評審團
- 馬里奧·格羅莫（英语：Mario Gromo）（主席）[2]
- 菲利波·萨基
- 恩里科·法爾奎（英语：Enrico Falqui）
- 朱塞培·翁加雷蒂
- 伯里克利·法齊尼
- 恩佐·馬薩迪（英语：Enzo Masetti）
- 桑德罗·笛福
- 卡洛·特拉布科
- 路易吉·羅尼奧尼

## 競賽電影
| 中文片名             | 原文片名                        | 導演                | 製作國家   |
| -------------------- | ------------------------------- | ------------------- | ---------- |
| 《勇士不哭》         | The Brave Don't Cry             | 菲力普·萊考克       | 英国       |
| 《国王与小鸟》       | Le Roi et l'oiseau              | 保羅·古里莫         | 法國       |
| 《禁忌的遊戲》       | Jeux interdits                  | 雷奈·克萊門特       | 法國       |
| 《蓬門今始為君開》   | The Quiet Man                   | 约翰·福特           | 美国/ 英国 |
| 《嘉丽妹妹》         | Carrie                          | 威廉·惠勒           | 美国       |
| 《推銷員之死》       | Death of a Salesman             | 拉茲羅·本內德克     | 美国       |
| 《西鹤一代女》       | さいかくいちだいおんな          | 溝口健二            | 日本       |
| 《一个陌生人的电话》 | Phone Call from a Stranger      | 讓·尼古萊斯科       | 美国       |
| 《孟迪》             | Mandy                           | 亚历山大·麦肯德里克 | 英国       |
| 《歐洲51年》         | Europa '51                      | 羅伯托·羅塞里尼     | 義大利     |
| 《贵在真诚》         | The Importance of Being Earnest | 安東尼·阿斯奎斯     | 英国       |
| 《成吉思汗》         | Genghis Khan                    | 曼努埃爾·孔戴       | 菲律賓     |

## 獎項
- 金獅獎
  - 最佳電影：《禁忌的遊戲》 雷奈·克萊門特
- 威尼斯影展評審團特別獎
  - 《孟迪（英语：Mandy (1952 film)）》 亚历山大·麦肯德里克
- 沃爾庇杯
  - 最佳男演員：弗雷德里克·馬區 《推銷員之死》
- 金奧塞拉獎（英语：Golden Osella）
  - 最佳原創劇本：南奈利·約翰遜（英语：Nunnally Johnson） 《一个陌生人的电话（英语：Phone Call from a Stranger）》
  - 最佳原創音樂：乔治·奥里克 《被侮辱与被迫害的人（英语：La Putain respectueuse）》
  - 最佳藝術指導：卡門·狄龍（英语：Carmen Dillon） 《贵在真诚（英语：The Importance of Being Earnest (1952 film)）》
- 國際獎
  - 《推銷員之死》 拉茲羅·本內德克（英语：László Benedek）
  - 《蓬門今始為君開》 约翰·福特
  - 《西鹤一代女》 溝口健二
- 費比西獎
  - 《夜夜春色（英语：Beauties of the Night）》 雷内·克萊爾)
- OCIC獎
  - 《蓬門今始為君開》 约翰·福特
- 帕西內蒂獎
  - 《蓬門今始為君開》 约翰·福特

## 外部鏈接
- 官方网站
- IMDb1952年威尼斯影展獎項 （页面存档备份，存于）